# Aldair Lasso
Aldair Lasso (Puerto Tejada, Cauca, Colombia; 7 de mayo de 1991) es un futbolista colombiano. Juega de defensa.

## Clubes
| Club                     | País     | Año         |
| ------------------------ | -------- | ----------- |
| Deportivo Cali           | Colombia | 2010        |
| Sucre                    | Colombia | 2011        |
| Depor Aguablanca         | Colombia | 2012 - 2013 |
| Patriotas Fútbol Club    | Colombia | 2014        |
| Teca UTN                 | México   | 2014 - 2015 |
| Universitario de Popayán | Colombia | 2017        |

## Palmarés

### Campeonatos nacionales
| Título        | Club           | País     | Año  |
| ------------- | -------------- | -------- | ---- |
| Copa Colombia | Deportivo Cali | Colombia | 2010 |